# Fléré-la-Rivière
Fléré-la-Rivière est une commune française située dans le département de l'Indre, en région Centre-Val de Loire.

## Géographie

### Localisation
La commune est située dans l'ouest du département, à la limite avec le département d'Indre-et-Loire. Elle est située dans la région naturelle du Boischaut Nord.
Les communes limitrophes sont : Bridoré (2 km), Saint-Cyran-du-Jambot (3 km), Saint-Hippolyte (4 km), Verneuil-sur-Indre (6 km), Châtillon-sur-Indre (6 km), Saint-Flovier (8 km) et Cléré-du-Bois (11 km).
Les communes chefs-lieux et préfectorales sont : Buzançais (28 km), Le Blanc (43 km), Châteauroux (50 km), Issoudun (67 km) et La Châtre (83 km).

### Hameaux et lieux-dits
Les hameaux et lieux-dits de la commune sont : la Piquetterie, Marnot, la Bataillerie, la Reuille et les Vincents.

### Géologie et hydrographie
La commune est classée en zone de sismicité 2, correspondant à une sismicité faible.
Le territoire communal est arrosé par la rivière Indre.

### Climat
Pour des articles plus généraux, voir Climat du Centre-Val de Loire et Climat de l'Indre.
En 2010, le climat de la commune est de type climat océanique dégradé des plaines du Centre et du Nord, selon une étude du CNRS s'appuyant sur une série de données couvrant la période 1971-2000. En 2020, Météo-France publie une typologie des climats de la France métropolitaine dans laquelle la commune est exposée à un climat océanique altéré et est dans la région climatique Centre et contreforts nord du Massif Central, caractérisée par un air sec en été et un bon ensoleillement.
Pour la période 1971-2000, la température annuelle moyenne est de 11,5 °C, avec une amplitude thermique annuelle de 14,9 °C. Le cumul annuel moyen de précipitations est de 700 mm, avec 10,8 jours de précipitations en janvier et 6,7 jours en juillet. Pour la période 1991-2020, la température moyenne annuelle observée sur la station météorologique de Météo-France la plus proche, sur la commune de Murs à 12 km à vol d'oiseau, est de 12,3 °C et le cumul annuel moyen de précipitations est de 740,3 mm,. Pour l'avenir, les paramètres climatiques de la commune estimés pour 2050 selon différents scénarios d'émission de gaz à effet de serre sont consultables sur un site dédié publié par Météo-France en novembre 2022.

### Voies de communication et transports
Le territoire communal est desservi par les routes départementales : 13, 13A, 28D, 92 et 943.
La ligne de Joué-lès-Tours à Châteauroux passe par le territoire communal, une gare desservait la commune. La gare ferroviaire la plus proche est la gare de Loches, à 16 km.
Fléré-la-Rivière est desservie par la ligne 2.4 du réseau d'autocars TER Centre-Val de Loire.
L'aéroport le plus proche est l'aéroport de Châteauroux-Centre, à 56 km.
Le territoire communal est traversé par le sentier de grande randonnée 46.

## Urbanisme

### Typologie
Au 1er janvier 2024, Fléré-la-Rivière est catégorisée commune rurale à habitat dispersé, selon la nouvelle grille communale de densité à sept niveaux définie par l'Insee en 2022.
Elle est située hors unité urbaine. Par ailleurs la commune fait partie de l'aire d'attraction de Loches, dont elle est une commune de la couronne,. Cette aire, qui regroupe 23 communes, est catégorisée dans les aires de moins de 50 000 habitants,.

### Occupation des sols
L'occupation des sols de la commune, telle qu'elle ressort de la base de données européenne d’occupation biophysique des sols Corine Land Cover (CLC), est marquée par l'importance des territoires agricoles (90 % en 2018), une proportion identique à celle de 1990 (90 %). La répartition détaillée en 2018 est la suivante : 
terres arables (61,8 %), prairies (14,2 %), zones agricoles hétérogènes (14,1 %), forêts (7,3 %), zones urbanisées (2,7 %). L'évolution de l’occupation des sols de la commune et de ses infrastructures peut être observée sur les différentes représentations cartographiques du territoire : la carte de Cassini (XVIIIe siècle), la carte d'état-major (1820-1866) et les cartes ou photos aériennes de l'IGN pour la période actuelle (1950 à aujourd'hui).

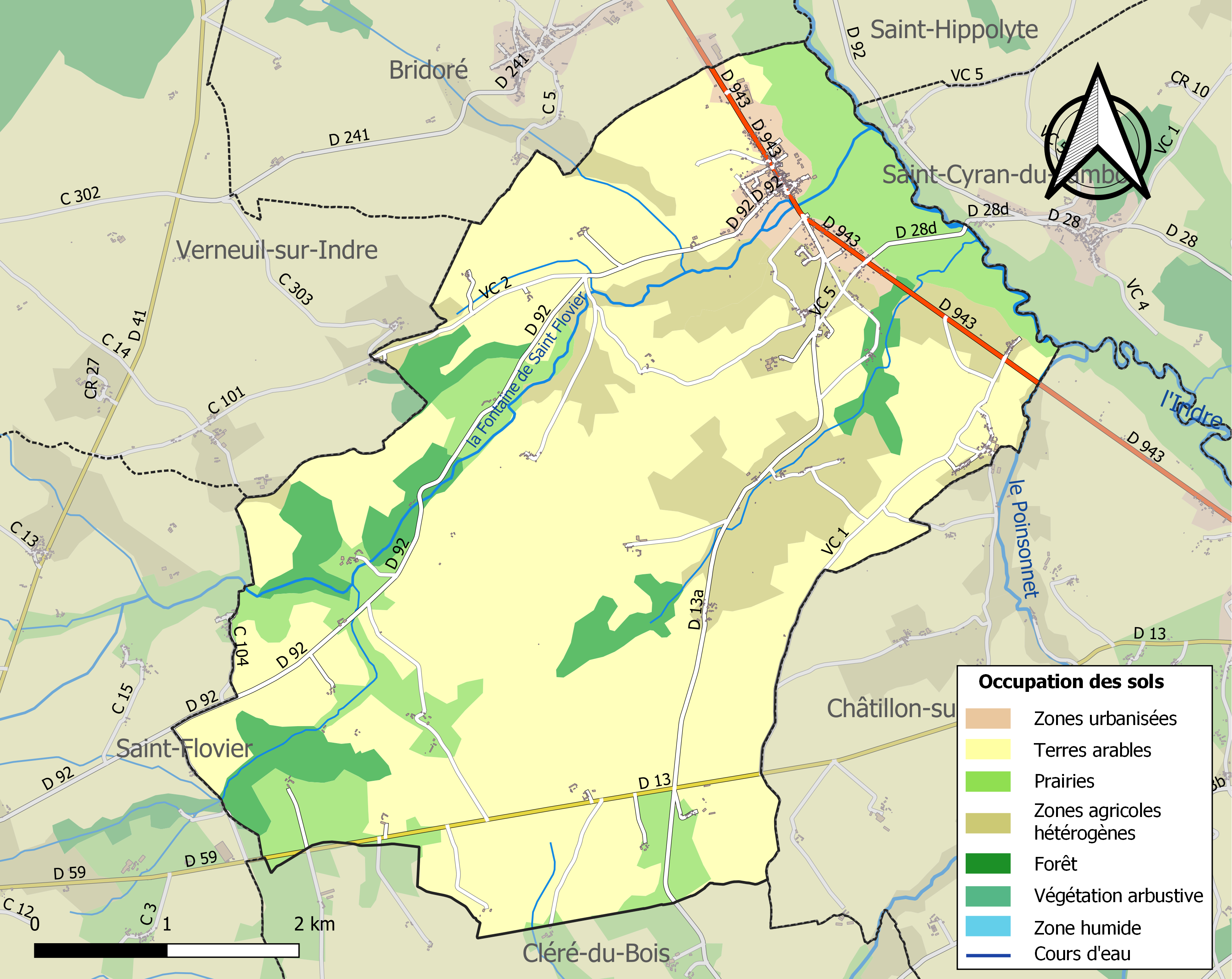
Carte des infrastructures et de l'occupation des sols de la commune en 2018 (CLC).

### Logement
Le tableau ci-dessous présente le détail du secteur des logements de la commune :
| Date du relevé                                              | 2013   | 2015   |
| Nombre total de logements                                   | 353    | 353    |
| Résidences principales                                      | 77 %   | 75,7 % |
| Résidences secondaires                                      | 6,4 %  | 6,8 %  |
| Logements vacants                                           | 16,6 % | 17,5 % |
| Part des ménages propriétaires de leur résidence principale | 74,3 % | 74,2 % |

### Risques majeurs
Le territoire de la commune de Fléré-la-Rivière est vulnérable à différents aléas naturels : météorologiques (tempête, orage, neige, grand froid, canicule ou sécheresse), inondations et séisme (sismicité faible). Il est également exposé à un risque technologique, le transport de matières dangereuses. Un site publié par le BRGM permet d'évaluer simplement et rapidement les risques d'un bien localisé soit par son adresse soit par le numéro de sa parcelle.

#### Risques naturels
Certaines parties du territoire communal sont susceptibles d’être affectées par le risque d’inondation par débordement de cours d'eau, notamment le Poinsonnet et l'Indre. La commune a été reconnue en état de catastrophe naturelle au titre des dommages causés par les inondations et coulées de boue survenues en 1982, 1999 et 2016,.

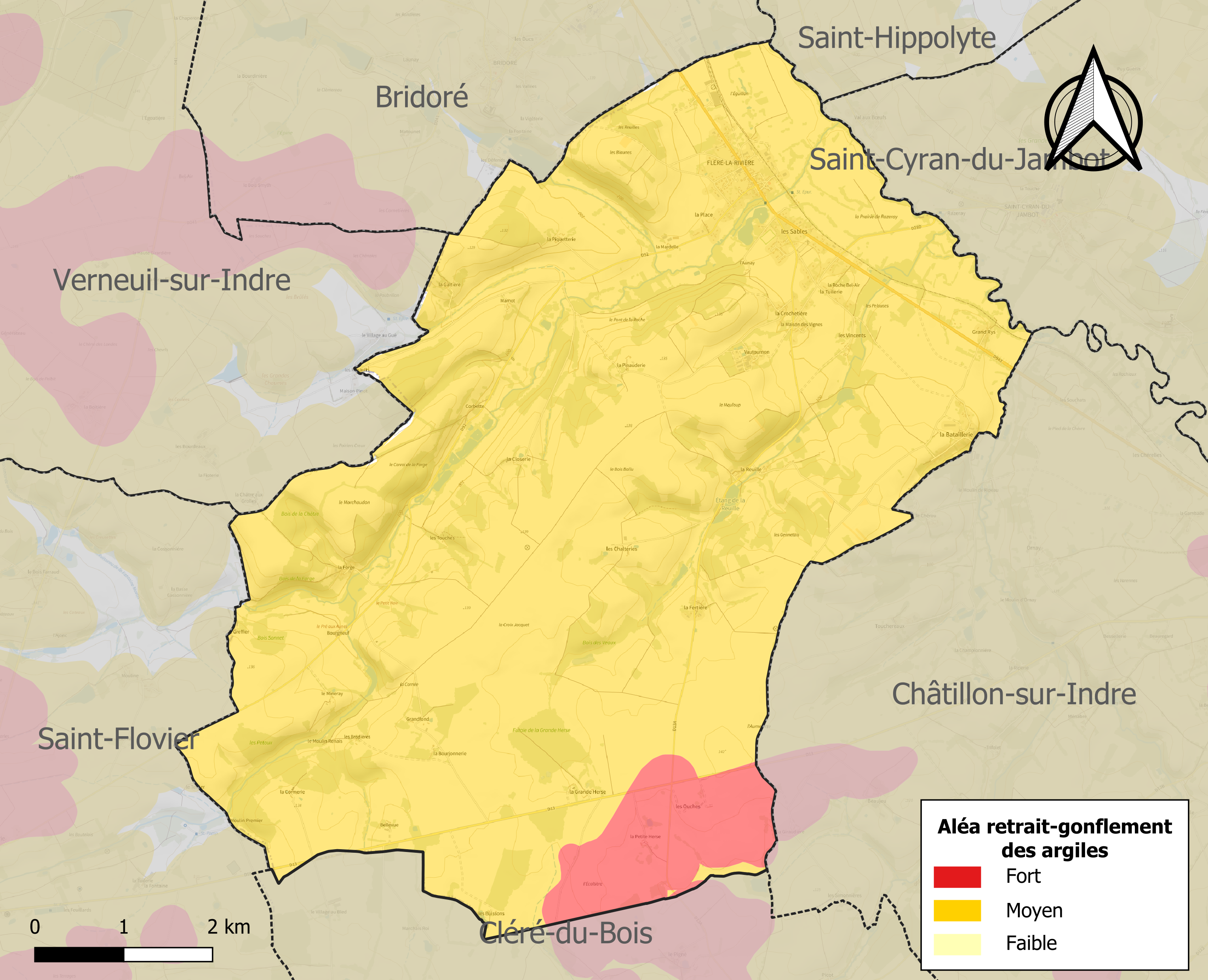
Carte des zones d'aléa retrait-gonflement des sols argileux de Fléré-la-Rivière.

Le retrait-gonflement des sols argileux est susceptible d'engendrer des dommages importants aux bâtiments en cas d’alternance de périodes de sécheresse et de pluie. 99,9 % de la superficie communale est en aléa moyen ou fort (84,7 % au niveau départemental et 48,5 % au niveau national). Sur les 332 bâtiments dénombrés sur la commune en 2019, 332 sont en aléa moyen ou fort, soit 100 %, à comparer aux 86 % au niveau départemental et 54 % au niveau national. Une cartographie de l'exposition du territoire national au retrait gonflement des sols argileux est disponible sur le site du BRGM,.
Concernant les mouvements de terrains, la commune a été reconnue en état de catastrophe naturelle au titre des dommages causés par la sécheresse en 2018 et par des mouvements de terrain en 1999.

#### Risques technologiques
Le risque de transport de matières dangereuses sur la commune est lié à sa traversée par des infrastructures routières ou ferroviaires importantes ou la présence d'une canalisation de transport d'hydrocarbures. Un accident se produisant sur de telles infrastructures est en effet susceptible d’avoir des effets graves au bâti ou aux personnes jusqu’à 350 m, selon la nature du matériau transporté. Des dispositions d’urbanisme peuvent être préconisées en conséquence.

## Toponymie
Le nom est attesté sous les formes Fleury au XIIIe siècle, Floriacus en 1327, Flereyum en 1351, Fléré-la-Rivière en 1619, Fleray-la-Rivière en 1626, et De Fleriæ Riperiae.
Il provient probablement du nom de personne gallo-romain Florius, suivi du suffixe -acum, indiquant un domaine : Floriacum, « domaine de Florius ». M. Roblin a également proposé une autre étymologie, à partir du latin flos, floris (« fleur »), suggérant un lieu fleuri, bien que cette hypothèse soit moins solidement étayée.
Ses habitants sont appelés les Fléréens ou Fléricois.

## Histoire
Fléré-la-Rivière garde des traces d'un passé lointain.
Préhistoire
Dépôt de haches néolithiques découvert dans les années 1920.
Antiquité
La plus tardive tombe à char celte connue actuellement a été trouvée sur la commune. Cette riche tombe de l'époque augustéenne (fin du Ier siècle avant notre ère) contenant entre autres des amphores... a fait l'objet d'une fouille de sauvegarde avant l'exploitation d'une gravière à la fin du XXe siècle.
La commune fut rattachée de 1973 à 2015 au canton de Châtillon-sur-Indre.

## Politique et administration
La commune dépend de l'arrondissement de Châteauroux, du canton de Buzançais, de la première circonscription de l'Indre et de la communauté de communes du Châtillonnais en Berry.
Elle dispose d'une agence postale communale et d'un centre de première intervention.
| Période    | Période  | Identité     | Étiquette | Qualité          |
| ---------- | -------- | ------------ | --------- | ---------------- |
| mars 2001, | En cours | Michel Braud | DVD       | Artisan retraité |

## Population et société

### Démographie
L'évolution du nombre d'habitants est connue à travers les recensements de la population effectués dans la commune depuis 1793. Pour les communes de moins de 10 000 habitants, une enquête de recensement portant sur toute la population est réalisée tous les cinq ans, les populations de référence des années intermédiaires étant quant à elles estimées par interpolation ou extrapolation. Pour la commune, le premier recensement exhaustif entrant dans le cadre du nouveau dispositif a été réalisé en 2004.

En 2022, la commune comptait 549 habitants, en évolution de −1,96 % par rapport à 2016 (Indre : −3 %, France hors Mayotte : +2,11 %).
| 1793 | 1800 | 1806 | 1821 | 1831 | 1836 | 1841 | 1846 | 1851 |
| ---- | ---- | ---- | ---- | ---- | ---- | ---- | ---- | ---- |
| 688  | 699  | 643  | 781  | 851  | 861  | 845  | 798  | 793  |

| 1856 | 1861 | 1866 | 1872 | 1876 | 1881 | 1886 | 1891 | 1896 |
| ---- | ---- | ---- | ---- | ---- | ---- | ---- | ---- | ---- |
| 849  | 832  | 887  | 851  | 813  | 784  | 766  | 789  | 795  |

| 1901 | 1906 | 1911 | 1921 | 1926 | 1931 | 1936 | 1946 | 1954 |
| ---- | ---- | ---- | ---- | ---- | ---- | ---- | ---- | ---- |
| 785  | 828  | 821  | 776  | 790  | 775  | 818  | 798  | 752  |

| 1962 | 1968 | 1975 | 1982 | 1990 | 1999 | 2004 | 2006 | 2009 |
| ---- | ---- | ---- | ---- | ---- | ---- | ---- | ---- | ---- |
| 678  | 630  | 557  | 595  | 628  | 594  | 566  | 582  | 604  |

| 2014 | 2019 | 2022 | - | - | - | - | - | - |
| ---- | ---- | ---- | - | - | - | - | - | - |
| 563  | 536  | 549  | - | - | - | - | - | - |

### Enseignement
La commune ne possède pas de lieu d'enseignement.

### Médias
La commune est couverte par les médias suivants : La Nouvelle République du Centre-Ouest, Le Berry républicain, La Bouinotte, Le Petit Berrichon, France 3 Centre-Val de Loire, Berry Issoudun Première, Vibration, Forum, France Bleu Berry et RCF en Berry.

## Économie
La commune se situe dans la zone d’emploi de Châteauroux et dans le bassin de vie de Châtillon-sur-Indre.
La commune se trouve dans l'aire géographique et dans la zone de production du lait, de fabrication et d'affinage des fromages Valençay et Sainte-Maure-de-Touraine.
Un camping est présent dans la commune. Il s'agit du camping de La Reuille qui dispose de 8 emplacements.

## Culture locale et patrimoine

### Lieux et monuments
- Église
- Monument aux morts